# 多哥护照
多哥護照是簽發給多哥公民的國際旅行證件。多哥公民前往西非國家經濟共同體會員國時無須護照，只要具備國民身分證即可。
根据2025年1月8日发布的亨利护照指数，多哥护照可免签证、落地签证或电子签证入境61个国家和地区，位居世界第81。

## 個人資料頁
- 姓
- 名
- 國籍
- 出生年月日
- 性別
- 出生地
- 有效期限
- 護照號碼

## 語言
個人資料以法語及英語登載。

## 外部連結
- Togolese Embassy in California
- Togolese Embassy in Washington, DC（页面存档备份，存于）